# Dinelytron villosipes
Dinelytron villosipes är en insektsart som beskrevs av Ludwig Redtenbacher 1906. Dinelytron villosipes ingår i släktet Dinelytron och familjen Prisopodidae. Inga underarter finns listade i Catalogue of Life.